# Knight-Swift Transportation

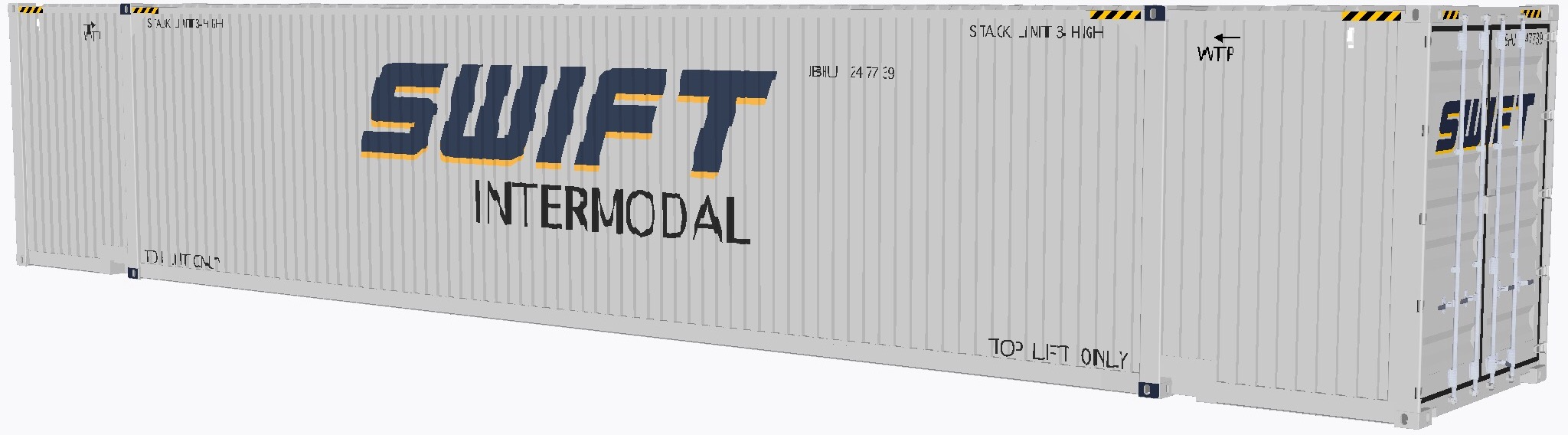
Un container de la société Swift

Knight-Swift Transportation est une entreprise américaine de transport de marchandises par camions.

## Histoire
En avril 2017, Knight Transportation (fondé en 1990) et Swift Transportation (fondé en 1966), tous deux basés à Phoenix, annoncent la fusion de leurs activités pour créer Knight-Swift Transportation. Le nouvel ensemble appartenant aux actionnaires de Swift Transportation à 54 %.
Il s'agit du plus grand transporteur américain.